# رابح جنادي
رابح جنادي (مواليد 3 يونيو 1959) هو لاعب كرة قدم جزائري.

## المسيرة
شارك في العديد من المسابقات الدولية مثل بطولة العالم للشباب لكرة القدم 1979. قضي عامين في نادي شبيبة القبائل، كما لعب مع نادي إستر ونادي أفينيون فوت 84.
شارك في ست مباريات مع المنتخب الجزائري لكرة القدم في عامي 1981 و1982. اختير أيضًا ضمن تشكيلة الجزائر لكأس الأمم الإفريقية 1982.